# Hjalmar Nyrop

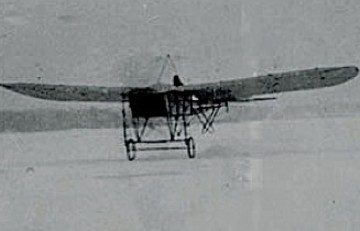
"Nyrop-Blériot nr 3" med en 50 hk Gnôme-motor, byggd av ingenjören Hjalmar Nyrop tillsammans med dennes bror på Nyrops Båt- och Aeroplansvarv i Landskrona.

Hjalmar Nyrop född 1 juli 1885 i Landskrona församling, Landskrona, Malmöhus län, död 29 september 1915 i Malmö Sankt Pauli församling, Malmö, Malmöhus län, var en svensk ingenjör, biltävlingsförare, flygplanskonstruktör och flygpionjär.
Han var son till varvsägaren Fredrik Petersen Nyrop.

## Historia
Efter att Nyrop besökt en flygutställning i Paris 1908 och kommit i kontakt med Louis Blériot fick han tillgång till ritningsunderlag för Blériot XI. Tillsammans med Oscar Ask startade Nyrop de sista dagarna i december 1909 bygget av Gräshoppan (Ask-Nyrop nr 1) som var en kopia av Blériots Blériot XI. Flygplanet var först utrustat med en fransk luftkyld Farcot-motor, men då den visade sig för svag byttes den ut mot en luftkyld fransk Anzani-motor. Bygget av flygplanet skedde på Nyrops fars båtvarv i Landskrona. När flygplanet var färdigt visades det upp på stadshotellet i Landskrona den 10 april 1910 samt under Svenska Aeronautiska Sällskapets flygvecka i Stockholm. För att kunna driva en flygplansfabrik bildade de gemensamt AB Nyrop & Ask den 2 mars 1910, men redan sommaren samma år skar sig samarbetet mellan dem och Ask lämnade bolaget; det upplöstes formellt sommaren 1911. Nyrop fortsatte ensam verksamheten och modifierade Gräshoppan. Vid månadsskiftet augusti-september kom Nyrop upp i luften och genomförde några korta flygningar och blev därmed den första svensken att flyga ett i Sverige byggt flygplan. Då Nyrop saknade aviatördiplom genomfördes flera provflygningar och uppvisningsflygningar av den danske piloten Knud Thorup fram till november 1910 då Gräshoppan flögs sista gången.
Under 1911 utvidgade Nyrop flygverkstaden på båtvarvet med finansiellt stöd av fabrikören Paul Drewes från Stockholm. Han byggde ytterligare ett flygplan av Blériottyp Nyrop nr 2 med en fransk R.E.P. radialmotor. I maj var Nyrop så rutinerad att han skulle utföra sin uppflygning för aviatördiplom på Ljungbyhed. Försöket slutade dock med ett haveri, och Nyrops bana som pilot avslutades. Utan att nedslås fortsatte han 1911 med Nyrop nr 3, en klart Blériot-influerad typ men med den då toppmoderna roterande luftkylda Gnome-motorn. Flygplanet provflögs på Ljungbyhed av löjtnanten Olof Dahlbeck eftersom Dahlbecks svärfar Otto Emil Neumüller köpt och donerat flygplanet till kungliga flottan. På grund av Nyrops skador efter det sista haveriet kom Nyrop nr 3 att bli det sista flygplanet från hans verkstad, och det Nyropska båtvarvet såldes till Enoch Thulin 1914. Nyrop avled 1915, troligen i sviterna av de skador han fick under certifikatflygningen.

## Flygplanskonstruktioner

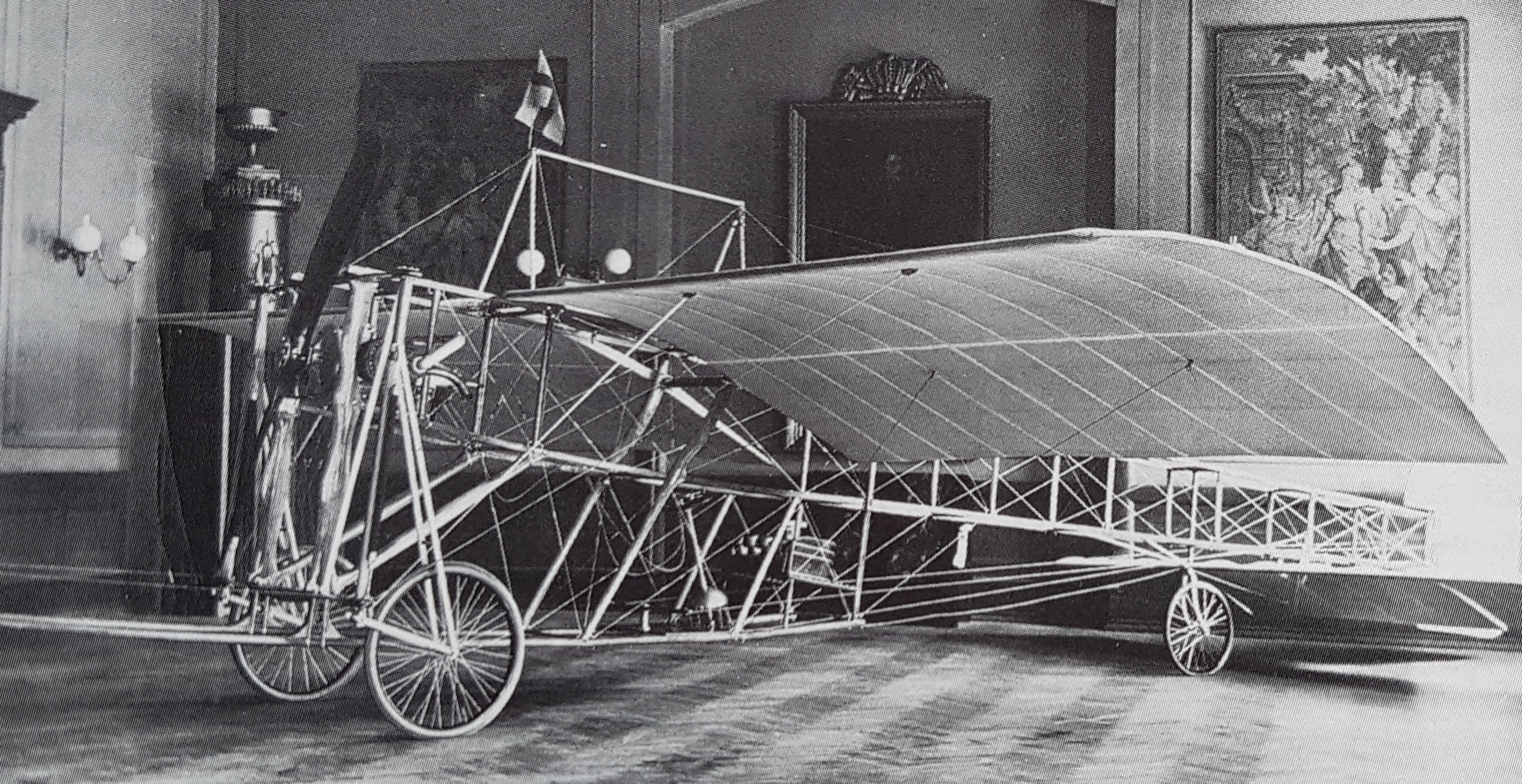
Ask-Nyrop nr 1 utställd på Stadshotellet i Landskrona 1910

- Ask-Nyrop N:o 1 - Gräshoppan
- Nyrop N:o 2 - Gräshoppan II
- Nyrop N:o 3 - Bryggarkärran